# Viburnum trilobum
Viburnum trilobum Marshall, 1785 è una pianta della famiglia delle Viburnacee, diffusa nell'America del Nord.

## Descrizione
Arbusto che cresce fino ai 4 metri. La corteccia è grigia e spessa, solcata da venature. È molto fitto e i cacci hanno un colore rossastro all'inizio.
Le foglie sono composte da tre lobi, come suggerisce l'epiteto della specie.
I fiori sono bianchi, riuniti in corimbi grandi fino ai 13 cm in diametro.
I frutti sono drupe oblunghe di un centimetro circa e contengono un singolo seme. Sono commestibili anche per gli esseri umani, previa asportazione del seme.